# Ммо, Майкл
Майкл Ммо (англ. Michael Mmoh /moʊ/; род. 10 января 1998, Эр-Рияд) — американский теннисист. Выиграл 7 турниров категории «челленджер» в одиночном разряде в 2016—2022 годах.

## Личная жизнь
Отец Тони Ммо был также профессиональным игроком в теннис, который представлял Нигерию и достиг 105-й позиции в рейтинге. Его мать родилась в Ирландии, а также имела гражданство Австралии. Родители назвали Майкла Ммо в честь баскетбольной суперзвезды Майкла Джордана.
Ммо начал играть в теннис в возрасте 3 лет. Он тренируется во Флориде.

## Юниорская карьера
Ммо занимал 2-ю строчку в юниорском рейтинге после выхода в полуфинал Roland Garros 2015. Выиграв национальный турнир США до 18 лет в 2016 году, он получил wild-card на US Open.

## Профессиональная карьера

#### 2016
В сентябре 2016 года Ммо ворвался в ТОП-300, впервые пройдя в финал Челленджера в Тибуроне. В ноябре он достиг Топ-200, а также получил wild-card на Открытый чемпионат Австралии 2017.

#### 2018
В начале 2018 года в первых матчах в карьере на турнире ATP в Брисбене Ммо обыграл Федерико Дельбониса и 33-ю ракетку мира Мишу Зверева, пройдя в четвертьфинал. В сентябре 2018 года Майкл выиграл американский челленджер в Коламбусе. Сначала он обыграл своего датского оппонента  Микаэля Торпегаарда со счётом 2-0(7-5 6-3) в 1/2 финала и после также в двух сетах расправился с теннисистом из Австралии Джорданом Томпсоном (6-3 7-6) соответственно. Выиграв свой первый титул в текущем году, Ммо отправился на челленджер в Тивурон(США), где ему также сопутствовал успех. В 1/2 финала выдался сложный поединок, где американцу противостоял австралиец Джеймс Дакворт. Матч закончился со счётом 2-1(6-3 3-6 6-3) в пользу Майкла. В финале, уже в двух сетах, был повержен первый сеянный на турнире - испанец Марсель Гранольерс (6-3 7-5).

## Финалы

### Одиночный разряд: 9 (6-3)
| Одиночные         |
| ----------------- |
| Челленджеры (2-1) |
| Фьючерсы (4-2)    |

| Титулы по покрытиям |
| ------------------- |
| Хард (6-3)          |
| Грунт (0-0)         |
| Трава (0-0)         |

| Результат | Победа-Поражение | Дата         | Турнир           | Уровень    | Покрытие     | Соперник          | Счёт               |
| --------- | ---------------- | ------------ | ---------------- | ---------- | ------------ | ----------------- | ------------------ |
| Победа    | 1-0              | Октябрь 2014 | Браунсвилл, США  | Фьючерс    | Хард         | Денис Новиков     | 7-6(7-5), 6-1      |
| Победа    | 2-0              | Июль 2015    | Годфри, США      | Фьючерс    | Хард         | Джаред Хилцик     | 6-3, 3-6, 7-5      |
| Победа    | 3-0              | Октябрь 2015 | Хьюстон, США     | Фьючерс    | Хард         | Лукас Гомес       | 6-3, 6-2           |
| Поражение | 3-1              | Январь 2016  | Лонг Бич, США    | Фьючерс    | Хард         | Янник Ханфманн    | 4-6, 0-6           |
| Победа    | 4-1              | Март 2016    | Бейкерсфилд, США | Фьючерс    | Хард         | Каспер Рууд       | 6-4, 6-7(5-7), 6-1 |
| Поражение | 4-2              | Октябрь 2016 | Тибурон, США     | Челленджер | Хард         | Дэриан Кинг       | 6-7(5-7), 2-6      |
| Победа    | 5-2              | Ноябрь 2016  | Ноксвилл, США    | Челленджер | Хард (крыша) | Питер Полански    | 7-5, 2-6, 6-1      |
| Поражение | 5-3              | Июль 2017    | Вичита, США      | Фьючерс    | Хард         | Кристиан Харрисон | 6-1, 2-6, 5-7      |
| Победа    | 6-3              | Август 2017  | Лексингтон, США  | Челленджер | Хард         | Джон Миллман      | 4-6, 7-6(7-3), 6-3 |